# Carla Núñez
Carla Núñez (nacida en Dodro el 30 de agosto de 1994) es una cómica y guionista española.

## Reseña biográfica
Estudió la carrera de comunicación audiovisual en la Universidad de Santiago de Compostela, y realizó su proyecto de fin de grao sobre la creación de un sello discográfico. Trabajó como guionista en varios programa de la TVG como Land Rober Tunai Show,o el reality de aventuras Salvaxe
Es la creadora y presentadora del podcast de comedia en gallego Todo mal.
Desde 2024 colabora en programas de radio como A Bóla Extra de Radio Galega.